# L'innamorato della signora Maigret

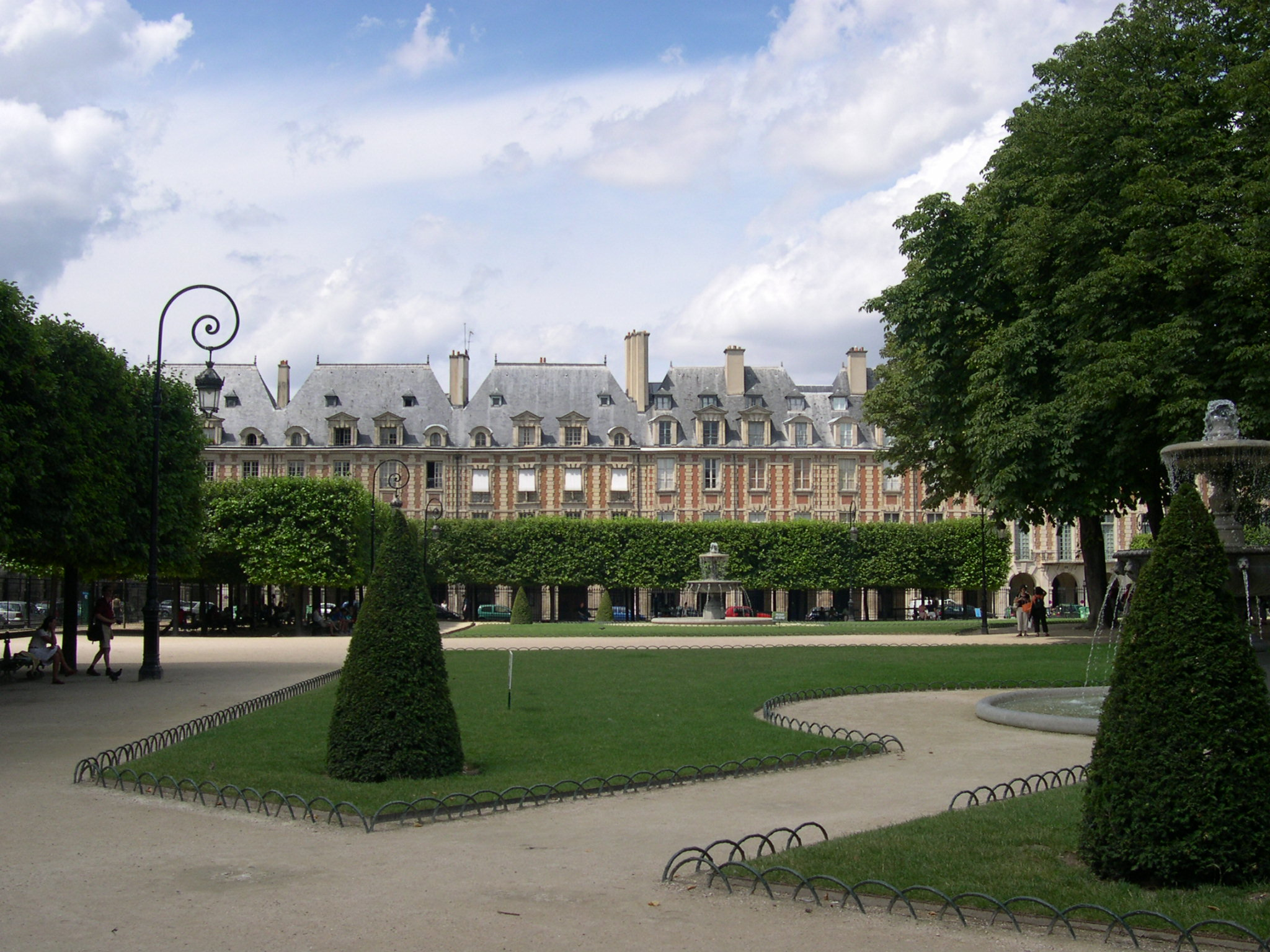
Place des Vosges

L'innamorato della signora Maigret (titolo originale in francese L'amoureux de Madame Maigret), pubblicato in traduzione italiana anche col titolo L'ammiratore di Madame Maigret, è un racconto di Georges Simenon con protagonista il Commissario Maigret.
Il racconto è stato scritto a Neuilly-sur-Seine (Francia) nell'inverno 1937/38.

## Trama
La signora Maigret, dalla sua finestra affacciata sulla bella Place des Vosges, da qualche settimana ha notato uno strano signore, dall'età indefinibile e vestito démodé, sedersi regolarmente sulla stessa panchina dei giardinetti, arrivando e andandosene sempre alla stessa ora. Il soggetto è diventato argomento scherzoso tra lei e il marito, che lo ha battezzato come "l'ammiratore della signora Maigret".
Un giorno il singolare personaggio viene trovato morto sulla sua panchina, ucciso da un proiettile sparato da una carabina. Inizia una sottile competizione tra il commissario e la moglie per scoprire chi si celava dietro al misterioso individuo, e cosa è successo ad una bella balia che frequentava regolarmente la medesima piazza ed è improvvisamente scomparsa.

## Edizioni
In francese è uscito la prima volta sul n° 66 [prima serie] di "Police-Roman", il 28 luglio 1939, poi in volume nell'edizione del 1944 della raccolta Les nouvelles enquêtes de Maigret, pubblicata da Gallimard.
In italiano, con il titolo di L'innamorato della signora Maigret, fa parte della raccolta Maigret in Rue Pigalle, traduzione di Elena Cantini, per la prima volta stampata ne "I Capolavori Dei Gialli Mondadori" in tre puntate (n° 25, 26 e 27), pubblicata da Mondadori nel 1955 e poi nella collana "Romanzi di Simenon” (n° 185) del 1962 e poi nella raccolta con il titolo omonimo di L'innamorato della signora Maigret in "Le inchieste del commissario Maigret” (n° 25) del 1967. Dal 1976 con la traduzione di Gian Franco Orsi, è uscito con lo stesso titolo nelle collane “Oscar” (n° 476) (1973), “Autunno Giallo” (1976) e “Oscar” n° 1436 (Giallo 81) 1981 dello stesso editore. Nel 1994 la traduzione di Valeria Leotta è uscita singolarmente presso la Garden Editoriale. È stato poi incluso nel 2013 nella raccolta La Locanda degli Annegati e altri racconti, nella traduzione di Marco Bevilacqua per Adelphi (parte della collana "gli Adelphi", al n° 432).

## Film e televisione
Per la televisione da questo racconto è stato tratto:
- Episodio della serie Rai Le inchieste del commissario Maigret, trasmesso il 17 aprile 1966, con Gino Cervi nel ruolo del commissario Maigret.
- Episodio dal titolo L'Amoureux de Madame Maigret, facente parte della serie televisiva Les enquêtes du commissaire Maigret per la regia di James Thor, trasmesso per la prima volta su Antenne 2 il 14 maggio 1989, con Jean Richard nel ruolo del commissario Maigret.